# Peter Calmés
Peter Hans Calmés (* 31. März 1900 in Duisburg; † 11. März 1968 ebenda) war ein deutscher Landschaftsmaler, Porträtmaler, Zeichner und Plakatmaler.

## Leben
Calmés wurde 1900 als Sohn eines Zecheningenieurs mit französischen Vorfahren geboren. Ab 1914 absolvierte er eine Lehre als Schaufenstergestalter und arbeitete dann von 1920 bis 1926 als Schaufenstergestalter und Plakatmaler in Duisburg. Gleichzeitig studierte er von 1924 bis 1926 Malerei bei holländischen Landschaftsmalern. 1926/27 arbeitete er erneut als Plakatmaler in Berlin. 1934 zog es ihn in seine Heimatstadt Duisburg zurück, wo er bis 1939 bei Heinrich Seepolt, einem ehemaligen Meisterschüler von Julius Paul Junghanns, studierte. 1936 wurde er Mitglied des Künstlerbundes.
1937 wurden seine Bilder von der Reichskulturkammer abgelehnt und er erhielt ein  Ausstellungsverbot. Calmés emigrierte daraufhin 1938 in die Niederlande. Die Kriegsjahre verbrachte er bei der Schutzpolizei in Wolfsburg. Der Zweite Weltkrieg traf Calmés hart: Sein Atelier mit 500 Bildern ging in Duisburg bei einem Luftangriff verloren. Nahezu sein komplettes Werk wurde damit vernichtet.
1945 war er Mitbegründer der Duisburger Künstlergruppe „Der Strom“. 1955 arbeitete er bei Maurice de Vlaminck, 1963 bei Hans Purrmann in Montagnola. Mit beiden war Calmés eng befreundet.
Ab 1959 erhielt er den Ehrensold des Kultusministers des Landes Nordrhein-Westfalen.

## Werk
Calmés malte anfangs vor allem Aquarelle, später auch Gouachen und Ölgemälde. Zu seinen bevorzugten Sujets gehörten Seestücke, Blumen und Wolkenlandschaften des Niederrheins in spätexpressionistischem Stil in den Farben Blau, Rot, Gelb und Violett. Deutlich sind Anleihen bei Emil Nolde, August Macke und seinem Freund de Vlaminck zu erkennen.

## Ausstellungen (Auswahl)

### Einzelausstellungen
- 1947: Städt. Kunstmuseum (Lehmbruck-Museum), Duisburg
- 1949: Städt. Kunstmuseum (Lehmbruck-Museum), Duisburg
- 1949: Galerie d’Art du Nationale, Luzern
- 1951: Haus der französischen Kultur, Düsseldorf
- 1952: City Museum, Portsmouth
- 1953: Kunstmuseum, Remscheid
- 1953: Kunstzaal/Plaats, Den Haag
- 1971: Niederrheinisches Museum, Duisburg

### Gruppenausstellungen
- 1936: Museum Folkwang, Essen
- 1936–39: Wanderausstellungen des Künstlerbundes, Hannover, Hamburg, Nürnberg, Düsseldorf, Köln
- 1943: Museum Folkwang, Essen
- 1945: Niederrhein-Museum, Duisburg
- 1945: Kunsthalle, Düsseldorf
- 1947: Duisburger bildende Künstler „Der Strom“, Mercatorhaus, Duisburg
- 1958: Stuttgart
- 1964: Heidelberg, Hamburg, Düsseldorf, München, Berlin